# Pont de Grammont
Le pont de Grammont est un ancien pont de Paris lancé en 1671 au-dessus du petit bras dit bras du Mail de la Seine, pour relier l'île Louviers à la rive droite, dont le tracé se trouvait à l'époque plus au nord qu'aujourd'hui. Il fut démoli en 1841 lors du comblement du petit bras du fleuve en vue du rattachement de l'île à l'ancienne rive droite.

## Emplacement et caractéristiques

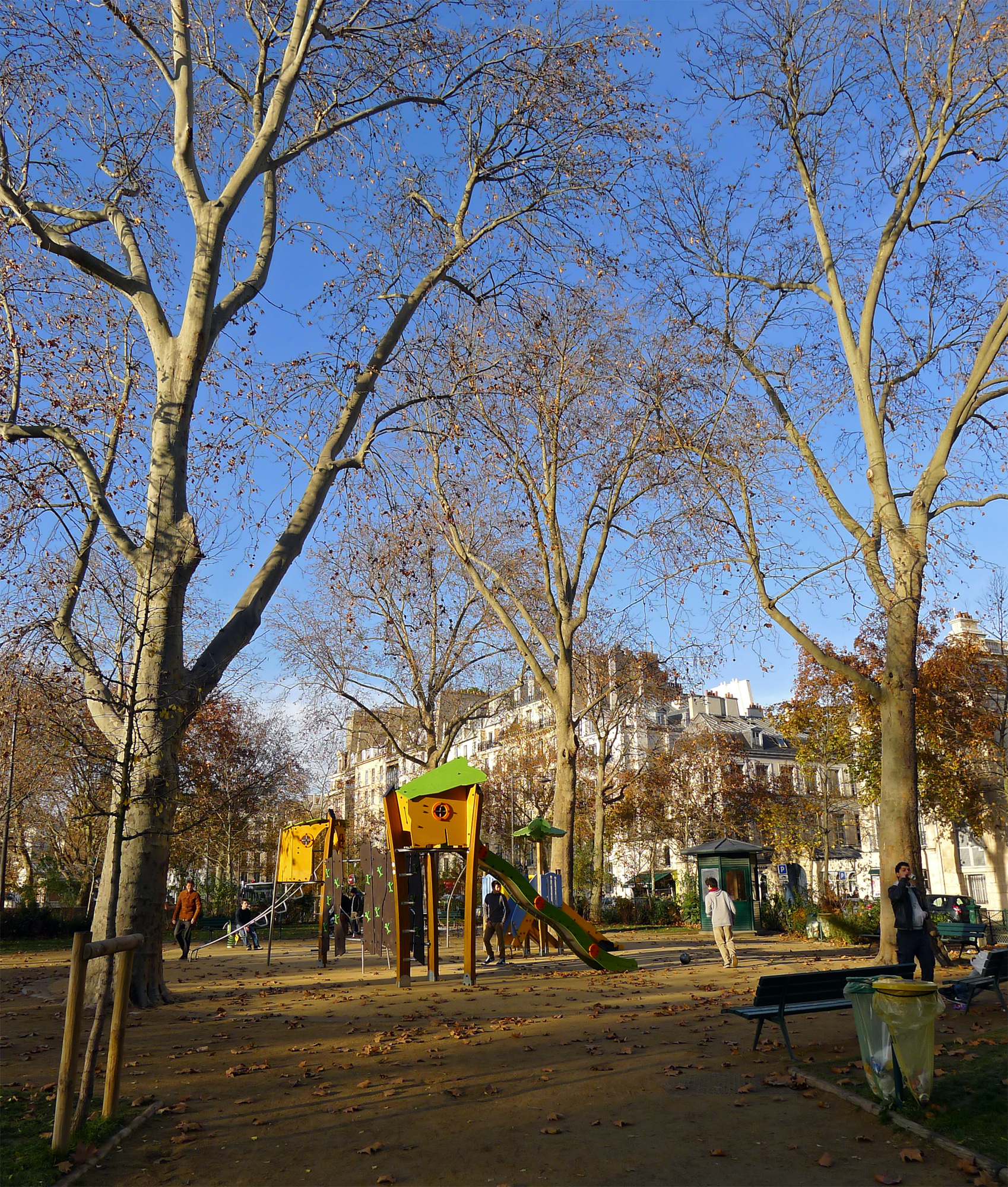
Le square Henri-Galli, emplacement actuel du pont de Grammont.

Le pont de Grammont était un petit pont en bois, érigé à l'extrémité nord-ouest de l'île Louviers, pour enjamber l'ancien bras de la Seine, dit successivement bras du Mail, de l'Arsenal, Grammont ou Louviers qui la séparait du quai de Morland (actuel boulevard Morland). 
Sur les cartes de l'époque, il est représenté comme débouchant à l'intersection des quais Morland et des Célestins, un peu dans l'axe de la rue du Petit-Musc. Sur l'île Louviers, il débouchait sur les seules constructions du terrain. 
Actuellement, il correspondrait à peu près à l'emplacement du square Henri-Galli.

## Historique
L'île Louviers est une ancienne île de Paris située légèrement en amont de l'île Saint-Louis et proche de la rive droite de la Seine. Couverte de pâturages, elle est achetée par la ville de Paris en 1671 afin de servir de dépôt ; un pont de bois y est alors construit, dont le tracé figure dans le plan de Jouvin de Rochefort (1670-1672),. L'ouvrage est surélevé en 1730.

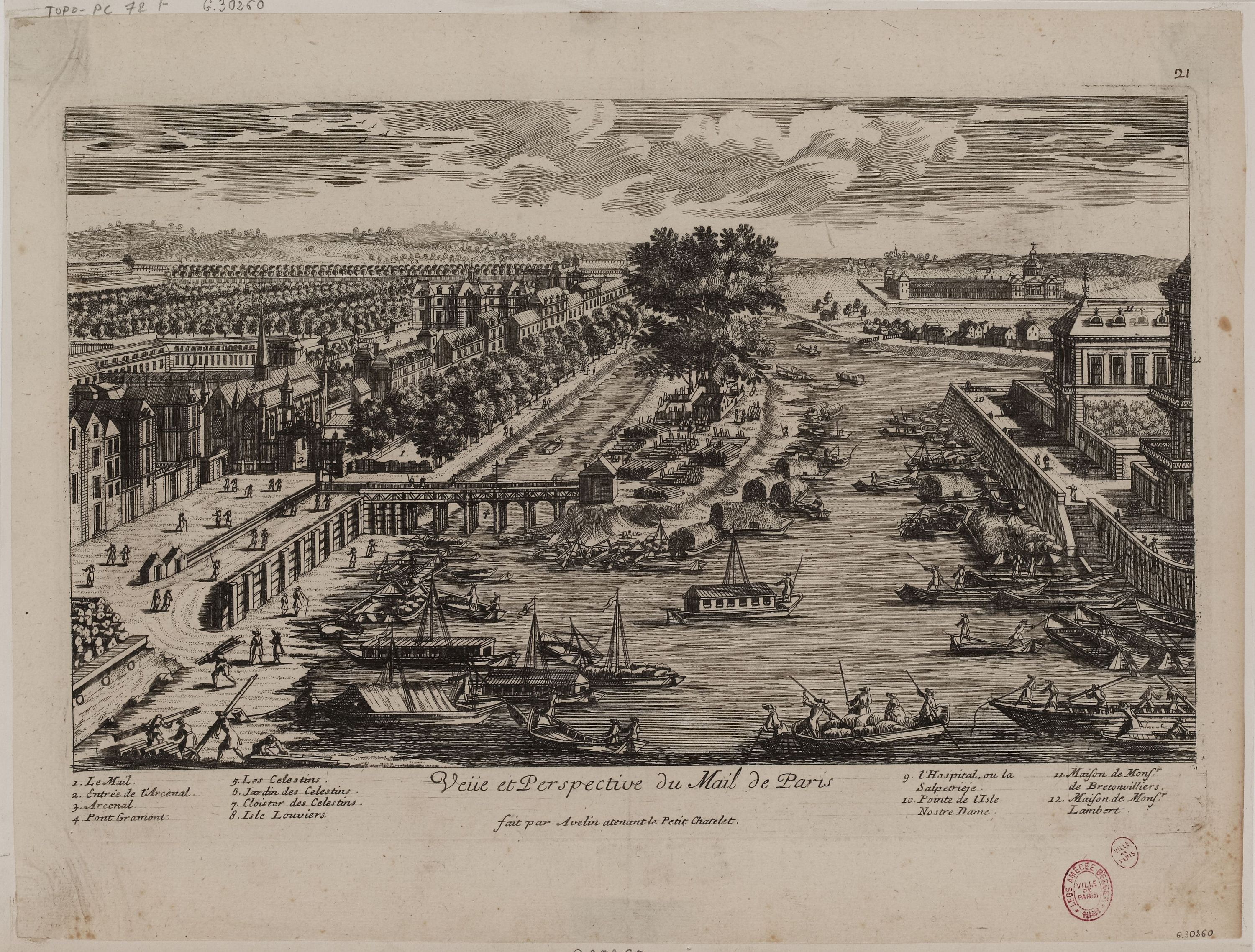
Le pont de Grammont sur une gravure de la fin du 17e siècle.
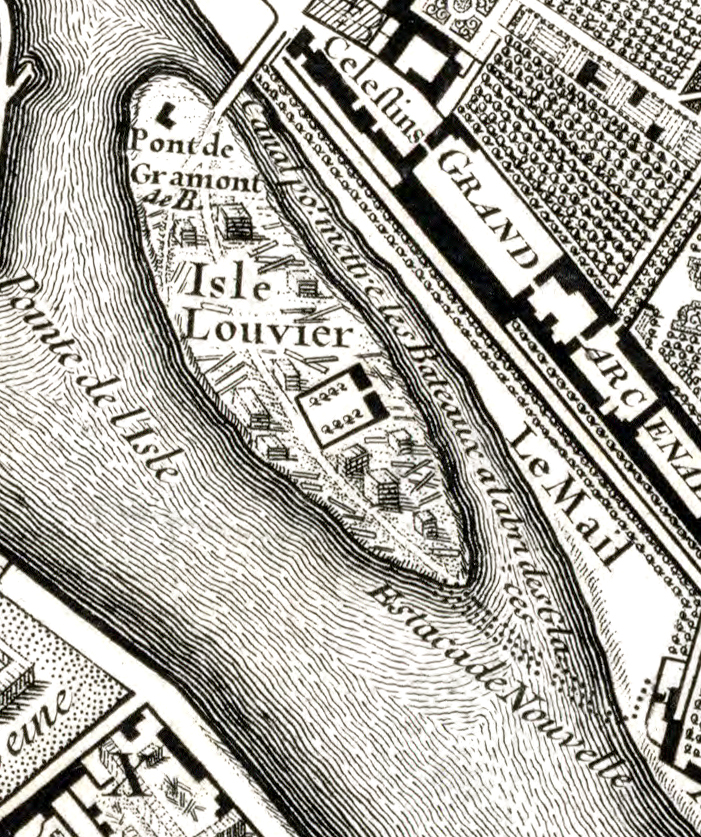
Sur le plan de Roussel de 1730.
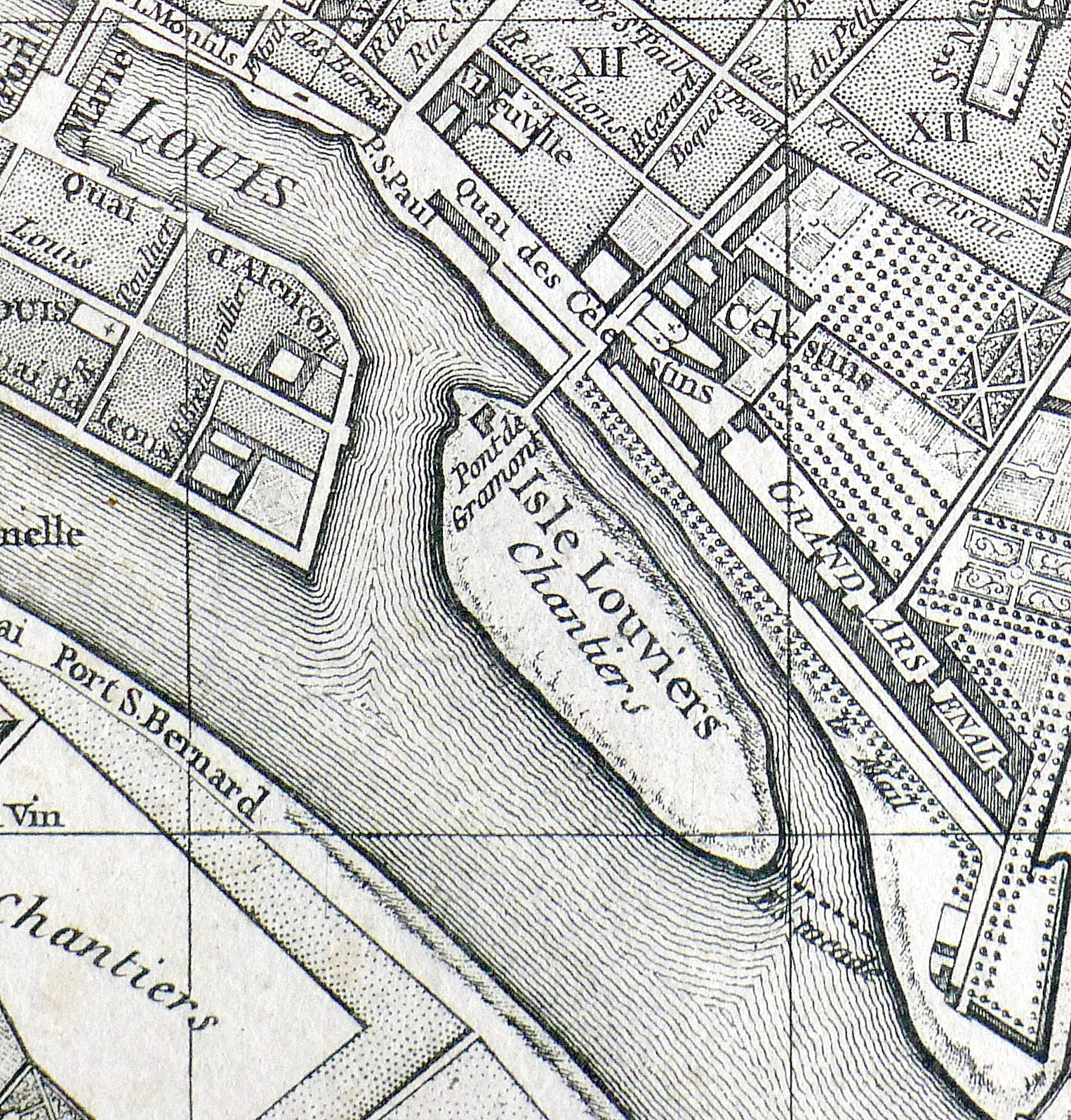
Plan du quartier de l'Arsenal par Vaugondy en 1760 : le pont de Grammont est présent.
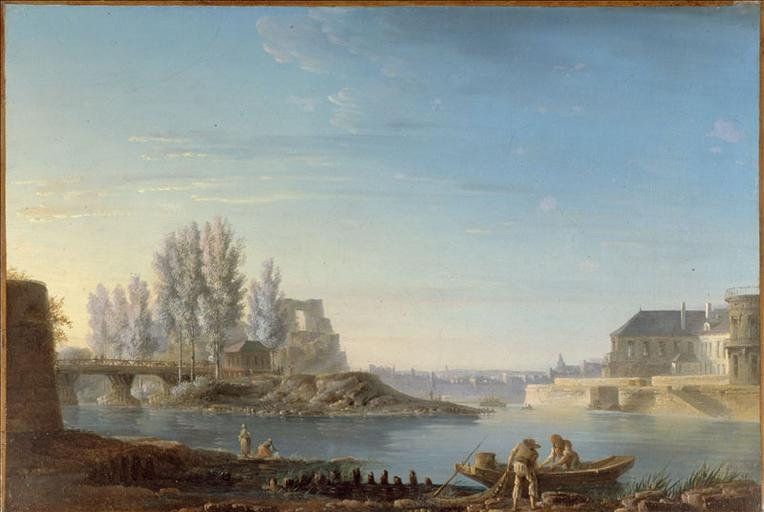
Alexandre Jean Noël, L'Île Louviers et la Pointe de l'île Saint-Louis (vers 1770) ; le pont de Grammont est visible dans la moitié gauche du tableau.
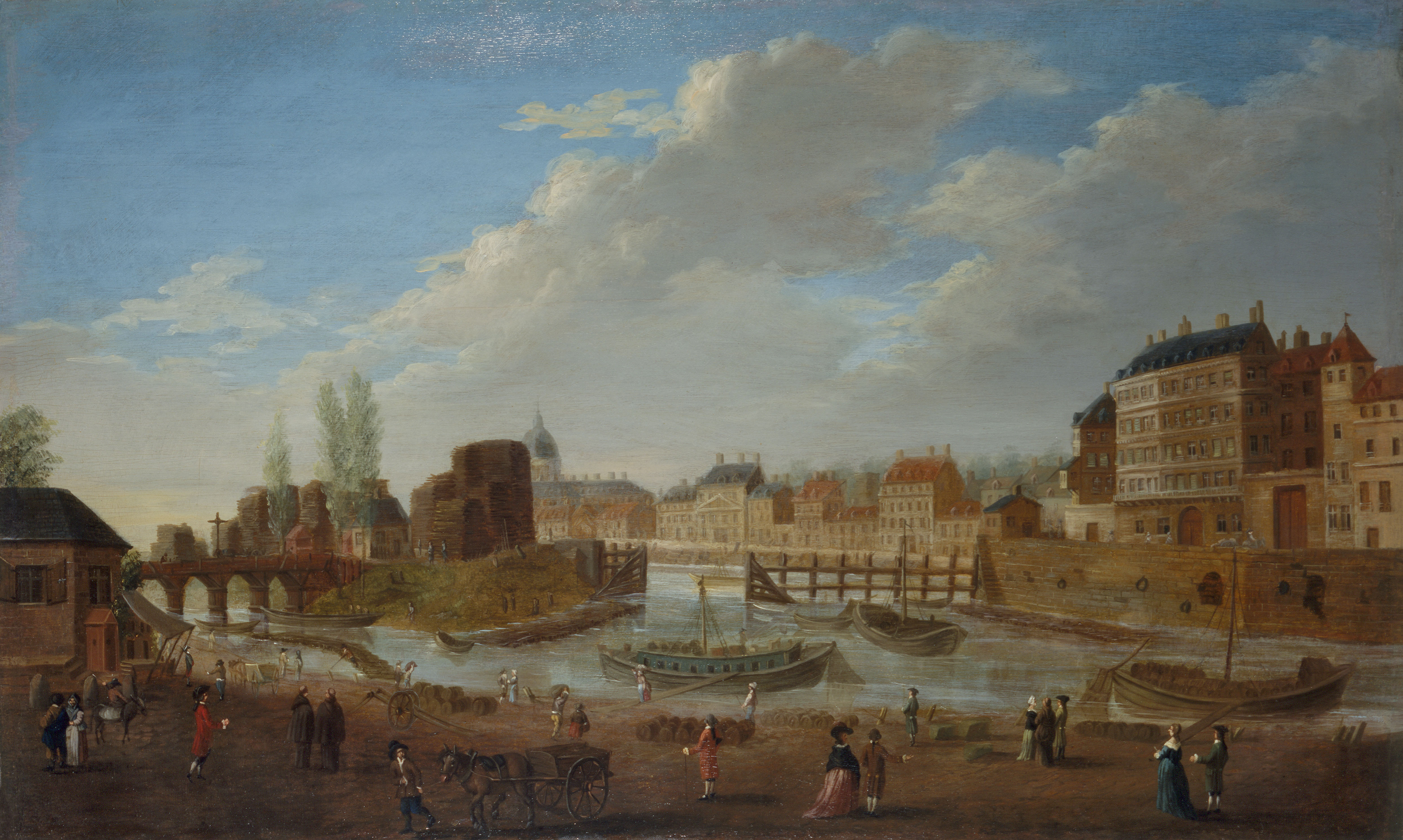
Vers 1780.

Le bras séparant l'île de la rive est comblé en 1843. Le pont de Grammont est détruit à ce moment-là.